# Берова теорема о категорији
Берова теорема о категорији је важан став у општој топологији и функционалној анализи. Она описује просторе који су у извесном смислу „довољно велики“ да омогућавају одређене граничне процесе. Конкретно, у једном од основних облика, теорема тврди да комплетни метрички простори не могу представљени као унија пребројиво много нигде густих скупова.
Теорема носи име Ренеа Луја Бера, који ју је доказао 1899. за случај еуклидског простора {\displaystyle \mathbb {R} ^{n}}.

## Исказ
Берова теорема за комплетне метричке просторе гласи: Нека је {\displaystyle (X,d)} комплетан метрички простор и {\displaystyle \left(U_{n}\right)_{n\in {\mathbb {N} }}} низ отворених скупова свуда густих у X. Тада је и {\displaystyle \cap _{n\in {\mathbb {N} }}U_{n}} свуда густ у X.
Општије, за тополошки простор {\displaystyle (X,{\mathcal {U}})}, за скуп {\displaystyle M\subseteq X} кажемо да је прве категорије у X, уколико постоји низ нигде густих скупова {\displaystyle (M_{n})_{n\in {\mathbb {N} }}}, таквих да је {\displaystyle M=\cup _{n\in {\mathbb {N} }}M_{n}}. За M кажемо да је друге категорије у X, ако није прве категорије у X. (За скуп {\displaystyle Y\subseteq X} кажемо да је нигде густ ако његово затворење {\displaystyle {\bar {Y}}} у X не садржи ниједан непразан отворен подскуп од X.)
Горњи исказ се тада може преформулисати (преласком на затворења и применом де Морганових правила) овако:
Сваки непразан комплетан метрички простор је друге категорије у себи самом.

Још неки еквивалентни начини да се искаже својство друге категорије:
- Унија пребројиво много затворених скупова празне унутрашњости има празну унутрашњост.
- Ако унија пребројиво много затворених подскупова има унутрашњу тачку, онда је мора имати и један од датих подскупова.

Како је Берова теорема о категорији исказ који се тиче искључиво тополошких својстава простора, она важи и за све тополошке просторе хомеоморфне неком непразном комплетном метричком простору (или, општије, хомеоморфне непразном отвореном подскупу комплетног псеудометричког простора). Постоји пуно других довољних услова да би простор био друге категорије. Под именом Берова теорема о категорији познат је и следећи исказ:
Сваки непразан локално компактан Хаусдорфов простор је друге категорије у себи самом.
Доказ за случај локално компактног простора: Нека су {\displaystyle \left(U_{n}\right)_{n\in {\mathbb {N} }}} свуда густи отворени скупови у X. Потребно је доказати да је за произвољан отворен скуп V ⊂ X
{\displaystyle V\cap \bigcap _{n=1}^{\infty }U_{n}\neq \emptyset }.
Како је U1 свуда густ, V ∩ U1 је непреазан отворен скуп. Према својству локалне компактности и T2 (Хаусдорфово својство) у околини једне његове (произвољно одабране) тачке можемо наћи компактну околину F1 ⊂ V ∩ U1. Како је U2 свуда густ, и скуп U2 ∩ int F1 је непразан отворен скуп, те око неке његове тачке можемо наћи неку компактну околину F2 ⊂ U2 ∩ int F1. Настављајући овај процес добијамо низ непразних компактних скупова
F1 ⊃ F2 ⊃ ... ⊃ Fn ⊃ ...
при чему је {\displaystyle F_{n}\subset V\cap \left(\cap _{i=1}^{n}U_{i}\right)}. Компактни скупови Fn имају непразан пресек F (унија њихових комплемената F1 \ Fn не може бити цео компактан скуп F1 јер би онда то била и нека њихова коначна унија, што је супротно са Fn ≠ ∅), што доказује нашу тврдњу обзиром на {\displaystyle F\subset V\cap \left(\cap _{i=1}^{\infty }U_{i}\right)}.
Доказ за случај комплетног метричког простора тече аналогно. Можемо наћи низ затворених кугли Bn(xn,rn) тако да B1 ⊂ V ∩ U1, rn → 0, Bn ⊂ Un ∩ int Bn−1 и
B1 ⊃ B2 ⊃ ... ⊃ Bn ⊃ ...
Посебно, како је | xn+p − xn | < rn, низ (xn) је Кошијев, те конвергира ка неком x. Преласком на граничну вредност када p → 0 у претходној неједнакости следи да
{\displaystyle x\in \bigcap _{n=1}^{\infty }B_{n}\subset V\cap \bigcap _{n=1}^{\infty }U_{n}}.

## Примери и дискусија
Ниједан од ових исказа не повлачи други. Простори друге категорије у самима себи се понекад називају и Беровим просторима. Такви су, на пример, према горњим теоремама, скуп реалних бројева {\displaystyle \mathbb {R} } и сви еуклидски простори {\displaystyle \mathbb {R} ^{n}} или свака многострукост. Скуп целих бројева {\displaystyle {\mathbb {Z} }} је (испразно) друге категорије, јер је сваки подскуп у његовој дискретној топологији отворен. Скуп рационалних бројева {\displaystyle {\mathbb {Q} }}, иако такође пребројив, је међутим прве категорије у уобичајеној топологији наслеђеној из {\displaystyle {\mathbb {R} }}. Канторов скуп јесте Беров (друге категорије у себи самом), али је прве категорије као подскуп интервала [0,1].
Доказ Берове теореме о категорији нужно користи неки облик аксиоме избора. Чињеница да је сваки комплетан псеудометрички простор друге категорије у себи самом је еквивалентна тзв. аксиоми зависног избора, слабијем облику аксиоме избора довољном за развој највећег дела реалне анализе.
Берове категорије нису повезане са теоријом категорија, граном математичке логике која изучава категорије, основне структуре тзв. "апстрактног бесмисла".

## Примене
Берова теорема о категорији је од изузетног значаја у функционалној анализи, где је основа за доказ теореме о отвореном пресликавању, теореме о затвореном графику и теореме Банаха-Штајнахуса (принципа равномерне ограничености).

### Једноставан пример
Сваки реалан векторски простор има базу (у смислу линеарне алгебре): ово важи за све векторске просторе и следи из теореме о добром уређењу (један од еквивалената аксиоме избора). Помоћу Берове теореме о категорији можемо доказати да бесконачно-димензион реалан векторски простор не може имати пребројиву базу. Претпоставимо супротно, да је {\displaystyle \{b_{n}\}_{n\in {\mathbb {N} }}} пребројива база простора V. Означимо {\displaystyle V_{n}=\mathrm {span} \{b_{1},b_{2},\ldots ,b_{n}\}}. Као коначно-димензиони простори, {\displaystyle V_{n}} су затворени подскупови од V. Међутим, ниједан од њих не може садржати ниједну куглу (у V), јер би то повлачило {\displaystyle V_{n}=V}, супротно претпоставци да је V бесконачне димензије. Према томе су {\displaystyle V_{n}} нигде густи скупови и према Беровој теореми {\displaystyle \{b_{n}\}_{n\in {\mathbb {N} }}} није могуће. Овај аргумент важи у сваком Банаховом простору.

## Поређење са теоријом мере
У контексту Берових категорија, простори прве категорије играју улогу „малих“. Други појам „малих“ скупова даје теорија мере. На пример, простор {\displaystyle {\mathbb {R} }^{n}} не може бити представљен као унија пребројиво много скупова Лебегове мере нула, или као унија пребројиво много скупова Хаусдорфове мере нула. И многа друга тврђења из теорије мере важе у теорији категорија. Међутим, ови појмови описују различита својства простора и не слажу се узети заједно; на пример, скуп {\displaystyle {\mathbb {R} }} се може представити као унија једног нигде густог скупа (дакле прве категорије) и једног скупа Лебегове мере нула. Пример је скуп
{\displaystyle \bigcap _{m=1}^{\infty }\bigcup _{n=1}^{\infty }\left(r_{n}-{\frac {1}{2^{n+m}}},r_{n}+{\frac {1}{2^{n+m}}}\right)}
где је {\displaystyle \{r_{n}\}_{n=1}^{\infty }} низ свих рационалних бројева (који сами чине пребројив скуп), за који се лако проверава да је друге категорије у {\displaystyle \mathbb {R} }, али Лебегове мере нула.